# Iwan Wiktorowitsch Pantschenko
Iwan Wiktorowitsch Pantschenko (russisch Иван Викторович Панченко; * 2. Januar 1984 in Gesgaly) ist ein russischer Biathlet.
Iwan Pantschenko war zunächst zwischen 2002 und 2005 vier Saisonen lang bei den Junioren aktiv und erfolgreich. Er nahm 2002 in Ridnaun an seiner ersten Junioren-Weltmeisterschaft teil und belegte die Plätze 22 im Einzel, acht im Sprit und 12 in der Verfolgung. Bessere Ergebnisse erreichte der Russe ein Jahr später in Kościelisko, als er im Sprint 16. wurde, in Verfolgung und Einzel Sechster und mit der Staffel den Titel gewann. Zum dritten und letzten nahm Pantschenko 2004 in der Haute-Maurienne an Junioren-Weltmeisterschaften teil, bei denen er 28. des Sprints und 20. der Verfolgung wurde. Letztes Großereignis bei den Junioren wurden die Biathlon-Europameisterschaften 2004 in Nowosibirsk, bei denen Pantschenko seine größten Erfolge erreichte. Er gewann die Goldmedaille mit der Staffel und wurde in Sprint und Verfolgung hinter Ondřej Moravec und Oleh Bereschnyj Drittplatzierter.
Es dauerte bis 2009, dass Pantschenko wieder international eingesetzt wurde. Mittlerweile hatte sich der Russe auf den Sommerbiathlon in der Ausprägung Crosslauf spezialisiert und startete bei den Männern im Leistungsbereich. Zunächst nahm er an den Sommerbiathlon-Europameisterschaften 2009 in Nové Město na Moravě teil. Im Sprint lief er auf den neunten, im Massenstart auf den 13. Platz. Bei den Sommerbiathlon-Weltmeisterschaften 2009 in Oberhof wurde er Elfter des Sprints und 18. der Verfolgung. Eine erste Medaille bei den Männern gewann der Russe bei den Sommerbiathlon-Europameisterschaften 2010 in Osrblie, wo er hinter Matej Kazár und Maxim Adijew die Bronzemedaille im Sprint gewann. In der Verfolgung verpasste er mit Rang vier eine weitere Medaille und damit auch den Startplatz in der russischen Goldstaffel.
Iwan Pantschenko trainiert in Nowosibirsk bei Alexander Petschorski im regionalen Sportzentrum (Регионального Центра Спортивной Подготовки). Er ist mit der Biathletin Julija Pantschenko verheiratet.